# 井上拓真
井上 拓真（いのうえ たくま、1995年12月26日 - ）は、日本のプロボクサー。神奈川県座間市出身。大橋ボクシングジム所属。元WBA世界バンタム級王者。元WBC世界バンタム級暫定王者。
担当トレーナーは父の井上真吾。兄は同じプロボクサーの井上尚弥。入場曲は、AK-69の『ONE』。

## 来歴

### アマチュア
元アマチュアボクサーであった父の影響でボクシングを始めた兄・井上尚弥の後を追うように幼稚園からボクシングを始める。
2011年、神奈川県立綾瀬西高等学校1年時にインターハイに出場し、ピン級で優勝した。その翌年の2012年、高校2年時のインターハイではライトフライ級に出場し、決勝戦で田中恒成に敗れ準優勝となった。

### プロ
2013年、高校3年在学中にプロボクサーへの転向を表明。同年12月6日に両国国技館で日本ランカーの福原辰弥（本田フィットネス）とプロデビュー戦を行い、3-0の判定で勝利を収めた。
その後デビューから4連勝を飾り、2015年7月6日、5戦目で後楽園ホールでマーク・アンソニー・ヘラルド（フィリピン）とOPBF東洋太平洋スーパーフライ級王座決定戦を行い、3-0の判定勝ちを収めて王座を獲得した。同年12月29日、有明コロシアムにてレネ・ダッケル（フィリピン）と対戦し、3-0の判定勝ちで初防衛に成功した。
2016年は、有明コロシアムにて5月8日にアフリザル・タンボレシ（インドネシア）と対戦し、2回1分46秒TKOで下して2度目の王座防衛に成功。この試合の直後にOPBF東洋太平洋スーパーフライ級王座を返上した。9月4日には座間市立市民体育館にてフローイラン・サルダール（フィリピン）とのノンタイトル10回戦を行い、1回にダウンを喫したが8回・9回に1つずつダウンを奪い、判定勝ちを収めた。
練習中に右拳を負傷し、12月30日にWBO世界バンタム級王者マーロン・タパレスと行われる予定だった世界戦は中止となった。
2017年、約1年ぶりの試合として8月30日に後楽園ホールで久高寛之と53.5キロ契約10回戦で対戦し、3-0の判定勝ちで復帰戦を飾り、12月30日に横浜文化体育館で益田健太郎と54.0キロ契約10回戦で対戦し、3-0の判定勝ちを収めた。
2018年9月11日、後楽園ホールで開催された「第65回フェニックスバトル」にてマーク・ジョン・ヤップ（フィリピン）とWBC世界バンタム級挑戦者決定戦を行い、12回3-0の判定勝ちを収め、指名挑戦権を獲得した。
2018年12月30日、大田区総合体育館にてWBC世界バンタム級2位でWBCユース世界バンタム級シルバー王者のペッチ・CPフレッシュマート（タイ）とWBC世界バンタム級暫定王座決定戦を行い、12回3-0（117-111×3）で判定勝ちを収め、王座を獲得した。
2019年11月7日、さいたまスーパーアリーナにて井上尚弥対ノニト・ドネアの前座でWBC世界バンタム級正規王者のノルディーヌ・ウバーリ（フランス）と団体内王座統一戦を行った。試合は4回にウバーリの左ストレートで井上は尻からキャンバスにダウン。最終回に左フックでウバーリをグラつかせたが、ポイントで大差をつけられ、12回判定0-3（107-120、110-117、112-115）でプロ初黒星を喫し団体内王座統一に失敗、井上が10ヶ月間保持してきた暫定王座はウバーリの正規王座に吸収される形で消滅した。
2021年1月14日、後楽園ホールにて行われた「フェニックスバトル」でOPBF東洋太平洋バンタム級王者の栗原慶太と対戦し、9回負傷判定勝ちでOPBF2階級制覇を達成。
2021年3月27日、OPBF東洋太平洋バンタム級王座を返上した。
2021年11月11日、階級を一つ上げて、後楽園ホールにてWBOアジアパシフィックスーパーバンタム級王座決定戦で元OPBF・日本同級王者である和氣慎吾と対戦し、12回3-0（117-110×3）の判定勝ちを収め王座獲得に成功した。
2022年6月7日、さいたまスーパーアリーナにて井上尚弥 対 ノニト・ドネア第2戦の前座の日本・WBO世界スーパーバンタム級タイトルマッチで日本同級王者の古橋岳也と対戦し、12回3-0(119-109、120-108×2)の判定勝ちを収めWBOアジアパシフィック王座を初防衛するとともに日本王座を獲得し、2冠王者となった。日本、東洋太平洋、WBOアジアと世界の4王座を獲得したのは日本人初。
2022年10月24日、日本スーパーバンタム級王座を返上した。
2022年12月13日、有明アリーナで行われた井上尚弥 対 ポール・バトラー戦の前座で、ジェイク・ボルネアと55.5kg契約10回戦で対戦し、8回2分48秒TKO勝ちを収めた。なお、ボルネオは前日の計量で600gの体重超過で計量失敗した。
2022年12月15日、WBOアジアパシフィックスーパーバンタム級王座を返上した。
2023年4月8日、有明アリーナにて寺地拳四朗 対 アンソニー・オラスクアガ戦の前座でWBA世界バンタム級王座決定戦をWBA世界同級2位のリボリオ・ソリスと対戦し、12回判定勝ちを収め王座獲得に成功した。
2024年2月24日、両国国技館にてWBA世界バンタム級タイトルマッチでWB世界同級9位のヘルウィン・アンカハスと対戦し、9回44秒KOで下して初防衛に成功。試合後WBAからアントニオ・バルガスとの指名試合を発令された。
2024年5月6日、東京ドームにてWBA世界バンタム級タイトルマッチでWBA世界同級1位の石田匠と対戦し、初回にダウンを奪われるも、12回判定3-0で下して2度目の防衛に成功。なお、対戦した石田は同年8月に現役を引退した。
2024年10月13日、有明アリーナで行われたWBA世界バンタム級タイトルマッチでWBA世界同級2位の堤聖也と対戦し、12回判定0-3で敗れ3度目の防衛に失敗、王座から陥落した。ちなみに堤とはアマチュア時代に全国大会で戦って勝利したことがあっただけに「雪辱を果たされた」という趣旨でキャッチコピーをされることもあった。

## 戦績
- アマチュアボクシング：57戦 52勝 (14RSC) 5敗
- プロボクシング：22戦 20勝 (5KO) 2敗

| 戦           | 日付           | 勝敗 | 時間    | 内容         | 対戦相手                         | 国籍         | 備考                                                                                         |
| ------------ | -------------- | ---- | ------- | ------------ | -------------------------------- | ------------ | -------------------------------------------------------------------------------------------- |
| 1            | 2013年12月6日  | ☆    | 6R      | 判定 3-0     | 福原辰弥（本田フィットネス）     | 日本         | プロデビュー戦                                                                               |
| 2            | 2014年4月6日   | ☆    | 8R      | 判定 3-0     | ファーラン・サックリン・ジュニア | タイ         |                                                                                              |
| 3            | 2014年9月5日   | ☆    | 2R 0:51 | KO           | チャナチャイ・ ソーシアムチャイ  | タイ         |                                                                                              |
| 4            | 2014年12月30日 | ☆    | 8R      | 判定 3-0     | ネストール・ナルバエス           | アルゼンチン |                                                                                              |
| 5            | 2015年7月6日   | ☆    | 12R     | 判定 3-0     | マーク・アンソニー・ヘラルド     | フィリピン   | OPBF東洋太平洋スーパーフライ級王座決定戦                                                     |
| 6            | 2015年12月29日 | ☆    | 12R     | 判定 3-0     | レネ・ダッケル                   | フィリピン   | OPBF防衛1                                                                                    |
| 7            | 2016年5月8日   | ☆    | 2R 1:46 | TKO          | アフリザル・タンボレシ           | インドネシア | OPBF防衛2                                                                                    |
| 8            | 2016年9月4日   | ☆    | 10R     | 判定 3-0     | フローイラン・サルダール         | フィリピン   |                                                                                              |
| 9            | 2017年8月30日  | ☆    | 10R     | 判定 3-0     | 久高寛之（仲里）                 | 日本         |                                                                                              |
| 10           | 2017年12月30日 | ☆    | 10R     | 判定 3-0     | 益田健太郎（新日本木村）         | 日本         |                                                                                              |
| 11           | 2018年5月25日  | ☆    | 1R 2:14 | KO           | ワルド・サブ                     | インドネシア |                                                                                              |
| 12           | 2018年9月11日  | ☆    | 12R     | 判定 3-0     | マーク・ジョン・ヤップ（六島）   | フィリピン   | WBC世界バンタム級挑戦者決定戦                                                                |
| 13           | 2018年12月30日 | ☆    | 12R     | 判定 3-0     | ペッチ・CPフレッシュマート       | タイ         | WBC世界バンタム級暫定王座決定戦                                                              |
| 14           | 2019年11月7日  | ★    | 12R     | 判定 0-3     | ノルディーヌ・ウバーリ           | フランス     | WBC世界バンタム級王座統一戦 WBC暫定陥落                                                      |
| 15           | 2021年1月14日  | ☆    | 9R 2:25 | 負傷判定 3-0 | 栗原慶太（一力）                 | 日本         | OPBF東洋太平洋バンタム級タイトルマッチ                                                       |
| 16           | 2021年11月11日 | ☆    | 12R     | 判定 3-0     | 和氣慎吾（FLARE山上）            | 日本         | WBOアジアパシフィックスーパーバンタム級王座決定戦                                            |
| 17           | 2022年6月7日   | ☆    | 12R     | 判定 3-0     | 古橋岳也（川崎新田）             | 日本         | WBOアジアパシフィック・日本スーパーバンタム級王座統一戦 WBOアジアパシフィック防衛1・日本獲得 |
| 18           | 2022年12月13日 | ☆    | 8R 2:48 | TKO          | ジェイク・ボルネア               | フィリピン   | 55.5kg級契約10回戦                                                                           |
| 19           | 2023年4月8日   | ☆    | 12R     | 判定 3-0     | リボリオ・ソリス                 | ベネズエラ   | WBA世界バンタム級王座決定戦                                                                  |
| 20           | 2024年2月24日  | ☆    | 9R 0:44 | KO           | ヘルウィン・アンカハス           | フィリピン   | WBA防衛1                                                                                     |
| 21           | 2024年5月6日   | ☆    | 12R     | 判定 3-0     | 石田匠（井岡）                   | 日本         | WBA防衛2                                                                                     |
| 22           | 2024年10月13日 | ★    | 12R     | 判定 0-3     | 堤聖也（角海老宝石）             | 日本         | WBA陥落                                                                                      |
| テンプレート |                |      |         |              |                                  |              |                                                                                              |

## 獲得タイトル
- OPBF東洋太平洋スーパーフライ級王座（防衛2=返上）
- OPBF東洋太平洋バンタム級王座（防衛0=返上）
- WBOアジアパシフィックスーパーバンタム級王座（防衛1=返上）
- 日本スーパーバンタム級王座（防衛0=返上）
- WBC世界バンタム級暫定王座（防衛0)
- WBA世界バンタム級王座（防衛2）